# Antoni Ramon i Arrufat
Dom Antoni Ramon i Arrufat (Cervera, 1900 - monestir de Montserrat, 1973) fou un monjo benedictí, escriptor i traductor català. Ordenat sacerdot el 1924, exercí l'ensenyament al Seminari Siríac de Jerusalem fins al 1926 i des d'aleshores fins al 1936 al monestir de Montserrat. Entre el 1953 i el 1965 visqué a Medellín (Colòmbia), on es relacionà amb exiliats per la Guerra Civil espanyola, abans de tornar a Montserrat en el crepuscle de la seva vida. Era col·laborador de diverses publicacions religioses i traduí diverses obres clàssiques d'aquesta temàtica del grec i el llatí, així com la Història de Polibi per a la Fundació Bernat Metge.